# ترافورد پارک
latitudeترافورد پارکlongitudeترافورد پارک
ترافورد پارک (به انگلیسی: Trafford Park) ناحیه‌ای از منطقهٔ کلانشهر ترافورد در منچستر بزرگ در انگلستان است. ترافورد پارک در جهت مخالف سالفورد کویز در ضلع جنوبی آبراه کشتیرانی منچستر در ۵/۵ کیلومتری غرب جنوب غربی مرکز شهر منچستر و ۲/۱ کیلومتری شمال استرتفورد قرار دارد. تا اواخر سدهٔ نوزدهم این ناحیه خانهٔ خانوادهٔ ترافورد بود که در سال ۱۸۹۶ به یک سرمایه دار به نام ارنست ترا هولی فروخته شد. مساحت این ناحیه ۱۲ کیلومتر مربع است و نخستین ملکی در جهان است که به منظور فعالیت صنعتی طراحی شده‌است. ترافورد پارک تقریباً به‌طور کامل به وسیلهٔ آب احاطه شده‌است؛ آبراه بریجواتر مرز جنوب شرقی و جنوب غربی آن و آبراه کشتیرانی منچستر که در سال ۱۸۹۴ افتتاح شد مرز شمال شرقی و شمال غربی آن را تشکیل می‌دهد. شرکت بریتیش وستینگهاوس نخستین شرکت بزرگی بود که به این ناحیه نقل مکان کرد و تا ۱۹۰۳ نیمی از ۱۲۰۰۰ کارگر خود را در پارک به کار گمارده که در نتیجه این ناحیه یکی از مهم‌ترین تأسیسات مهندسی در بریتانیا گردید.
ترافورد پارک تأمین کنندهٔ اصلی تجیزات در طول جنگ جهانی اول و دوم بود از میان مهم‌ترین محصولاتی که در طول دو جنگ جهانی در ترافورد پارک تولید شدند می‌توان به موتورهای رولز-رویس مرلین اشاره کرد که هم برای هواپیمای اسپیتفایر و هم لانکاستر به کار می‌رفت. نقطهٔ اوج ترافورد پارک در سال ۱۹۴۵ بود که تقریباً ۷۵۰۰۰ کارگر این ناحیه کار می‌کردند. تعداد کارگران در دههٔ ۱۹۶۰ آغاز به کاهش کرد، زیرا شرکت‌ها به دنبال مکان‌های جدیدتر و کارآمدتری برای فعالیت می‌گشتند. تا سال ۱۹۶۷ تعداد کارگران این ناحیه تا ۵۰٬۰۰۰ نفر پایین آمد و کاهش تا دههٔ ۱۹۷۰ ادامه پیدا کرد. نسل جدید کشتی‌های بسته بر برای آبراه کشتیرانی منچستر بیش از انازه بزرگ بود و همین باعث شد تا بخت ترافورد پارک هر چه بیشتر افول کند. تا سال ۱۹۷۶ تعداد نیروی کار تا ۱۵٬۰۰۰ نفر پایین آمد و تا دهی ی ۱۹۸۰ عملاً صنعت از ترافورد پارک رخت بر بست.
شرکت توسعهٔ شهری ترافورد پارک در سال ۱۹۸۷ بر پا شد و روند افول این ناحیه را وارونه کرد به طوری که پس از ۱۱ سال از پدید آمدن این شرکت ترافورد پارک هزار شرکت را به سوی خود جذب کرده و ۲۸٬۲۹۹ شغل جدید و ۱/۷۵۹ میلیارد پوند سرمایه گذاری بخش شخصوصی ایجاد کرد. در سال ۲۰۰۸ در ترافورد ۱۴۰۰ شرکت فعالیت داشتند و تقریباً ۳۵۰۰۰ تن در این ناحیه کار می‌کردند.